# Стори, Тим
Тим Стори (англ. Tim Story; род. 13 марта 1970, Лос-Анджелес) — американский кинорежиссёр.

## Биография
Тим Стори родился 13 марта 1970 года в Лос-Анджелесе.

## Фильмография

### Режиссёр
- 2002 — Парикмахерская / Barbershop
- 2002 — 2012 — C.S.I.: Место преступления Майами / CSI: Miami
- 2004 — Нью-йоркское такси / Taxi
- 2005 — Фантастическая Четвёрка / Fantastic Four
- 2006 — 2007 — Переговорщики / Standoff
- 2007 — Фантастическая четвёрка: Вторжение Серебряного сёрфера / Fantastic Four: Rise of the Silver Surfer
- 2009 — Сезон ураганов / Hurricane Season
- 2011 — Сверхвоины / Supah Ninjas
- 2012 — Думай как мужчина / Think Like a Man
- 2014 — Совместная поездка / Ride Along
- 2014 — Думай как мужчина 2 / Think Like a Man Too
- 2016 — Миссия в Майами / Ride Along 2
- 2019 — Шафт / Shaft
- 2019 — Том и Джерри / Tom and Jerry
- 2025 — Ограбление / The Pickup